# Andia
Andia (matan-dia, kurAn-di-ia) war ein eisenzeitliches Königreich im Zāgros-Gebirge. Es lag in der Nähe von Zikirtu. Andia stand zeitweise unter der Herrschaft von Mannai. Auf der urartäischen Inschrift von Taštepe wird in der Beschreibung des Feldzuges gegen Mannai ein Land Misianda (matmi-si-an-di-a), erwähnt, was nach Levine eine Falschschreibung von Missi und Andia sein könnte.
Zur Zeit Sargons scheint Andia assyrischer Vasall gewesen zu sein. Als es sich mit Rusa I. von Urarṭu verbündete, wurde es Ziel des 8. Feldzuges von Sargon.